# Kendall Fletcher
Kendall Lorraine Fletcher (* 6. November 1984 in Cary, North Carolina) ist eine US-amerikanische Fußballspielerin.

## Karriere

### Verein
Fletcher begann ihre Karriere im Jahr 2004 beim W-League-Teilnehmer Carolina Dynamo, für den sie zu elf Ligaeinsätzen kam. Nach zwei Jahren bei den New Jersey Wildcats unterschrieb sie zur Saison 2007 einen Vertrag bei Jersey Sky Blue. Diesen löste Fletcher jedoch noch vor Saisonbeginn wieder auf und wechselte stattdessen ein Jahr später zur Franchise der Pali Blues, mit der sie ihre zweite W-League-Meisterschaft gewinnen konnte. Zu ihren ersten Einsätzen als Profi kam sie abermals ein Jahr später bei den Franchises der Los Angeles Sol und Saint Louis Athletica in der neugegründeten WPS. Von 2010 bis Anfang 2012 spielte Fletcher für den Sky Blue FC und verbrachte die spielfreien Winterhalbjahre jeweils als Leihspielerin beim australischen Erstligisten Melbourne Victory. Nach der Auflösung der WPS unmittelbar vor der Saison 2012 wechselte sie für zwei Jahre nach Schweden zu Vittsjö GIK, ehe sie ein weiteres Halbjahr in Australien bei Canberra United verbrachte. Anfang 2014 kehrte Fletcher wieder in die USA zurück und unterschrieb beim NWSL-Teilnehmer Seattle Reign FC, mit dem sie das Play-off-Finale gegen den FC Kansas City erreichte. Im Anschluss wechselte sie wiederum auf Leihbasis nach Canberra zurück und gewann dort den Meistertitel 2014.

### Nationalmannschaft
Fletcher spielte für die Juniorinnen-Nationalmannschaften des US-amerikanischen Fußballverbandes in den Altersstufen U-19 und U-21 und nahm unter anderem siegreich an der U-19-Weltmeisterschaft 2002 teil. Am 9. März 2009 kam sie im Rahmen des Algarve-Cups zu ihrem einzigen Einsatz in der A-Nationalmannschaft der Vereinigten Staaten.

## Erfolge
- 2002: Gewinn der U-19-Weltmeisterschaft
- 2005: Meisterschaft in der W-League (New Jersey Wildcats)
- 2008: Meisterschaft in der W-League (Pali Blues)
- 2014: Australische Meisterschaft (Canberra United)